# Asura rubricans
Asura rubricans är en fjärilsart som beskrevs av John Henry Leech 1890. Asura rubricans ingår i släktet Asura och familjen björnspinnare. Inga underarter finns listade i Catalogue of Life.